# جفرسن (مریلند)
جفرسن (به انگلیسی: Jefferson) یک محدوده ثبت‌نشده در شهرستان فردریک ایالت مریلند کشور ایالات متحده آمریکا است که جمعیت آن در سرشماری سال ۲۰۱۰ میلادی، ۲٬۱۱۱ نفر بوده‌است.